# 10684 Babkina
10684 Babkina è un asteroide della fascia principale. Scoperto nel 1980, presenta un'orbita caratterizzata da un semiasse maggiore pari a 2,2116620 UA e da un'eccentricità di 0,1876676, inclinata di 2,68840° rispetto all'eclittica.